# SEAT 124
O SEAT 124 é um automóvel de segmento C produzido pelo fabricante espanhol SEAT em suas fábricas da Zona Franca, em Barcelona e Landaben, em Pamplona, entre 1968 e 1980. O carro fez muito sucesso na Espanha, tendo vendido 896.136 unidades, e foi produzido em versões de 4 portas, perua de 5 portas (Familiar) e cupê de 2 portas (Sport) (com vários motores e níveis de acabamento).

## História

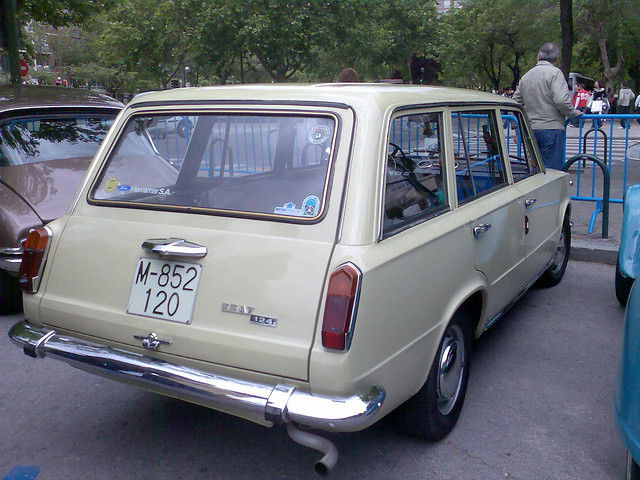
SEAT 124 "5 puertas" (5 portas), vista traseira

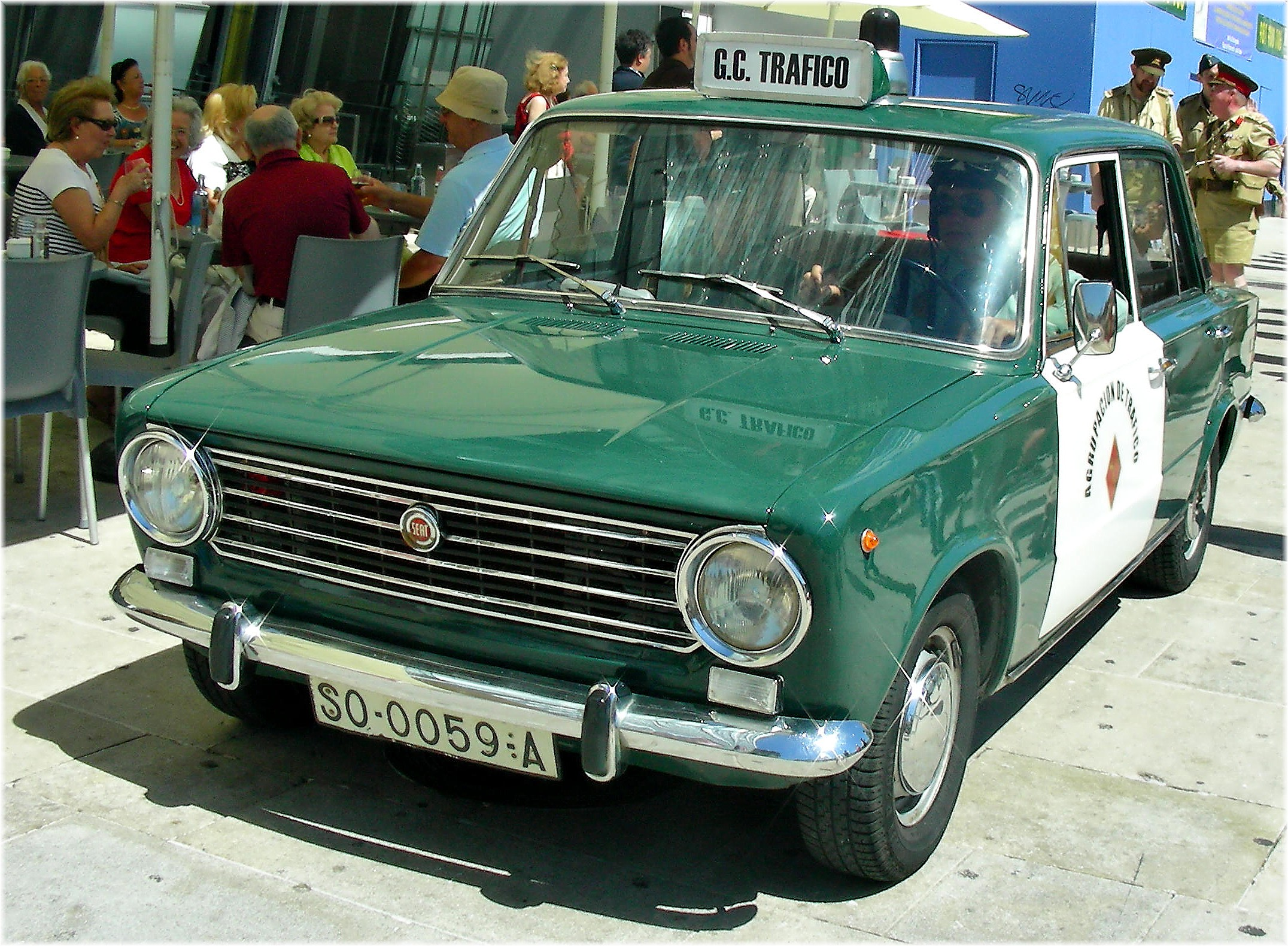
SEAT 124 viatura policial, Vista dianteira

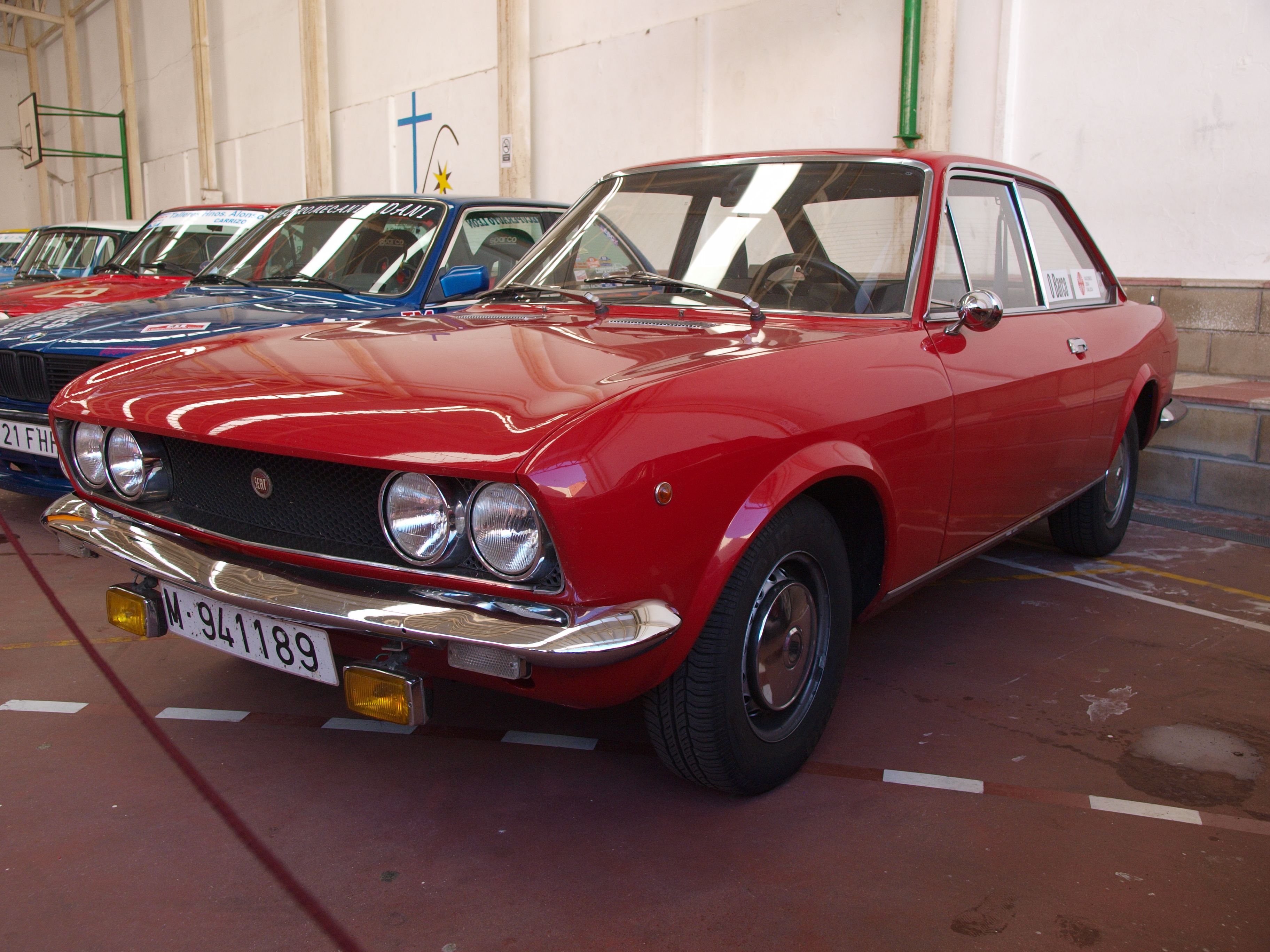
SEAT 124 Sport Coupé 1600

O modelo SEAT 124 derivou do carro italiano Fiat 124 e representou um grande passo à frente para a era automotiva na Espanha quando foi introduzido. Ele tinha como alvo a classe média, pois combinava ofertas generosas e habitabilidade, mas ao mesmo tempo em um pacote acessível para comprar e possuir.
Durante seu lançamento, a SEAT já vendia os modelos SEAT 1500, SEAT 600D e SEAT 850 e, quando o modelo 124 foi retirado de linha, foi sucedido pelo SEAT Ritmo, fabricado na Espanha a partir de 1979.
Em 1975, o modelo passou por uma reestilização por Giorgetto Giugiaro; os faróis dianteiros circulares foram substituídos por retangulares e sua traseira foi alterada em meio a diversas modificações, enquanto as linhas SEAT 124 e SEAT 1430 foram unificadas em um único modelo oficialmente denominado SEAT 124D versión 75. Em 1976, a produção do carro foi transferida da Zona Franca para a fábrica da Landaben em Pamplona, recém-adquirida da Authi, resultando na eliminação das versões de perua de 5 portas '124 Familiar'.
O motor de quatro cilindros carburado de 1197 cc originalmente fornecia 60 cv (DIN), porém em 1973 um novo derivado foi implementado com a introdução do SEAT 124 LS que oferecia 65 cv (DIN).
As variantes equipadas com o motor Twin Cam, vitorioso por décadas em competições de todos os tipos, eram geralmente conhecidas como FL, que era o nome de código interno usado pela marca.
Seu motor oferecia alto desempenho em muitas circunstâncias: seja como um táxi, uma viatura de polícia, uma ambulância, um carro funerário ou até mesmo um caminhão de bombeiros. Como um carro de corrida, ele ganhou inúmeras competições e troféus conduzidos por pilotos como Salvador Cañellas e Antonio Zanini, entre outros. Modificado para esse propósito para ser usado em ralis, sua cilindrada do motor foi aumentada para atingir até 2090 cc. No Rali de Monte Carlo de 1977, onde Zanini terminou em terceiro, os 124 foram equipados com o mesmo motor de 1,8 litro e 16 válvulas dos Fiat 131 Abarth.
Mais versões Sport foram feitas com 1600 cc (1970–72), 1800 cc (1972–75) e 2000 cc (1978–79).
Seu irmão, o SEAT 1430 também se originou da linha Fiat 124 quando este recebeu vários elementos emprestados do Fiat 125 de classe superior e deu origem à edição Fiat 124 Special apresentada em 1968.